# Schweizer Meisterschaften im Biathlon 2016
Die Schweizer Meisterschaften im Biathlon 2016 fanden am 26. und 27. März 2016 in der Biathlonarena Realp in Realp statt. Sowohl für Männer als auch für Frauen wurden Wettkämpfe im Sprint und im Massenstart ausgetragen. Die Titelkämpfe bildeten zusammen mit dem Finale des Leonteq Biathlon Cups den Saisonabschluss.

## Männer
Bei den Junioren gewann Marco Groß vom SC Ruhpolding beide Rennen. Schweizer Meister wurde jeweils der Zweitplatzierte.

### Sprint 10 km
| \| Platz \| Starter \| Verein \| Zeit \| Schießfehler \| \| ----- \| -------------- \| ------------------- \| ------- \| ------------ \| \| 1 \| Benjamin Weger \| SC Obergoms \| 24:14,2 \| 1+1 \| \| 2 \| Jeremy Finello \| SC Obergoms \| 24:36,5 \| 0+0 \| \| 3 \| Martin Jäger \| SC Gardes-Frontière \| 24:54,8 \| 0+3 \| | Datum: 26. März 2016 |                     |         |              |
| Platz | Starter              | Verein              | Zeit    | Schießfehler |
| 1 | Benjamin Weger       | SC Obergoms         | 24:14,2 | 1+1          |
| 2 | Jeremy Finello       | SC Obergoms         | 24:36,5 | 0+0          |
| 3 | Martin Jäger         | SC Gardes-Frontière | 24:54,8 | 0+3          |

#### Junioren (1995/1996)
| Platz | Starter           | Verein                | Zeit    | Schießfehler |
| ----- | ----------------- | --------------------- | ------- | ------------ |
| 1     | Joscha Burkhalter | SC Zweisimmen         | 27:49,6 | 3+1          |
| 2     | Nirando Bacchetta | SSC Toggenburg        | 28:07,9 | 2+2          |
| 3     | Fabian Zberg      | SC Gotthard-Andermatt | 28:26,5 | 1+1          |

#### Jugend (1997 und jünger)
| Platz | Starter           | Verein        | Zeit    | Schießfehler |
| ----- | ----------------- | ------------- | ------- | ------------ |
| 1     | Sebastian Stalder | SC am Bachtel | 20:58,5 | 1+1          |
| 2     | Niklas Hartweg    | SC Einsiedeln | 21:38,1 | 2+2          |
| 3     | Sandro Bovisi     | ST Bern       | 21:52,2 | 2+1          |

### Massenstart 15 km
| \| Platz \| Starter \| Verein \| Zeit \| Schießfehler \| \| ----- \| -------------- \| ------------------- \| ------- \| ------------ \| \| 1 \| Benjamin Weger \| SC Obergoms \| 34:38,8 \| 0+1+0+0 \| \| 2 \| Jeremy Finello \| SC Obergoms \| 36:30,0 \| 1+1+0+1 \| \| 3 \| Martin Jäger \| SC Gardes-Frontière \| 37:09,3 \| 1+3+2+2 \| | Datum: 27. März 2016 |                     |         |              |
| Platz | Starter              | Verein              | Zeit    | Schießfehler |
| 1 | Benjamin Weger       | SC Obergoms         | 34:38,8 | 0+1+0+0      |
| 2 | Jeremy Finello       | SC Obergoms         | 36:30,0 | 1+1+0+1      |
| 3 | Martin Jäger         | SC Gardes-Frontière | 37:09,3 | 1+3+2+2      |

#### Junioren (1995/1996)
| Platz | Starter           | Verein                | Zeit    | Schießfehler |
| ----- | ----------------- | --------------------- | ------- | ------------ |
| 1     | Joscha Burkhalter | SC Zweisimmen         | 33:05,2 | 2+1+0+0      |
| 2     | Nirando Bacchetta | SSC Toggenburg        | 34:52,1 | 2+1+2+1      |
| 3     | Fabian Zberg      | SC Gotthard-Andermatt | 39:33,3 | 1+3+1+4      |

#### Jugend (1996 und jünger)
| Platz | Starter       | Verein            | Zeit    | Schießfehler |
| ----- | ------------- | ----------------- | ------- | ------------ |
| 1     | Nico Salutt   | SC Sarsura Zernez | 27:23,2 | 2+1+0+0      |
| 2     | Sandro Bovisi | ST Bern           | 27:34,7 | 2+0+2+1      |
| 3     | Kai Schöpfer  | SC Flühli         | 28:19,2 | 1+0+1+2      |

## Frauen

### Sprint 7,5 km
| \| Platz \| Starter \| Verein \| Zeit \| Schießfehler \| \| ----- \| ----------------- \| ------------------- \| ------- \| ------------ \| \| 1 \| Irene Cadurisch \| SC Gardes-Frontière \| 22:39,5 \| 1+1 \| \| 2 \| Flurina Volken \| SC Obergoms \| 22:56,6 \| 1+1 \| \| 3 \| Ladina Meier-Ruge \| SC Obergoms \| 23:30,9 \| 0+3 \| | Datum: 26. März 2016 |                     |         |              |
| Platz | Starter              | Verein              | Zeit    | Schießfehler |
| 1 | Irene Cadurisch      | SC Gardes-Frontière | 22:39,5 | 1+1          |
| 2 | Flurina Volken       | SC Obergoms         | 22:56,6 | 1+1          |
| 3 | Ladina Meier-Ruge    | SC Obergoms         | 23:30,9 | 0+3          |

#### Juniorinnen (1995/1996)
| Platz | Starter      | Verein            | Zeit    | Schießfehler |
| ----- | ------------ | ----------------- | ------- | ------------ |
| 1     | Lena Häcki   | Nordic Engelberg  | 21:38,9 | 0+1          |
| 2     | Laura Caduff | SC Sarsura Zernez | 25:28,9 | 2+2          |
| 3     | Anna Knaus   | SSC Toggenburg    | 26:58,0 | 0+2          |

#### Jugend (1997 und jünger)
| Platz | Starter      | Verein        | Zeit    | Schießfehler |
| ----- | ------------ | ------------- | ------- | ------------ |
| 1     | Lea Meier    | SC Davos      | 19:10,5 | 0+1          |
| 2     | Amy Baserga  | SC Einsiedeln | 19:22,2 | 1+1          |
| 3     | Elisa Perini | SAS Genève    | 19:47,3 | 0+1          |

### Massenstart 12,5 km
| \| Platz \| Starter \| Verein \| Zeit \| Schießfehler \| \| ----- \| ----------------- \| --------------------- \| ------- \| ------------ \| \| 1 \| Irene Cadurisch \| SC Gardes-Frontière \| 36:30,5 \| 2+1+0+2 \| \| 2 \| Tanja Bissig \| SC Gotthard-Andermatt \| 38:05,9 \| 0+1+0+4 \| \| 3 \| Ladina Meier-Ruge \| SC Obergoms \| 38:23,4 \| 1+0+3+3 \| | Datum: 26. März 2016 |                       |         |              |
| Platz | Starter              | Verein                | Zeit    | Schießfehler |
| 1 | Irene Cadurisch      | SC Gardes-Frontière   | 36:30,5 | 2+1+0+2      |
| 2 | Tanja Bissig         | SC Gotthard-Andermatt | 38:05,9 | 0+1+0+4      |
| 3 | Ladina Meier-Ruge    | SC Obergoms           | 38:23,4 | 1+0+3+3      |

#### Juniorinnen (1995/1996)
| Platz | Starter      | Verein            | Zeit    | Schießfehler |
| ----- | ------------ | ----------------- | ------- | ------------ |
| 1     | Lena Häcki   | Nordic Engelberg  | 28:28,2 | 1+0+3+1      |
| 2     | Laura Caduff | SC Sarsura Zernez | 32:13,4 | 0+2+2+3      |
| 3     | Anna Knaus   | SSC Toggenburg    | 32:13,5 | 0+1+1+2      |

#### Jugend (1997 und jünger)
| Platz | Starter           | Verein             | Zeit    | Schießfehler |
| ----- | ----------------- | ------------------ | ------- | ------------ |
| 1     | Amy Baserga       | SC Einsiedeln      | 27:13,2 | 0+0+2+2      |
| 2     | Anja Fischer      | Nordic Engelberg   | 28;24,3 | 0+1+2+1      |
| 3     | Flavia Barmettler | SC Schwendi-Langis | 28:35,9 | 0+1+2+3      |